# 단밀초등학교
단밀초등학교는 대한민국 경상북도 의성군에 있는 초등학교다.

## 학교 연혁
- 1967년 9월 1일 속암국민학교 설립 인가
- 1967년 12월 1일 속암국민학교 개교
- 1981년 3월 1일 속암국민학교 병설유치원 개원
- 1985년 9월 1일 문창국민학교 분교장 격하 편입
- 1992년 3월 1일 단밀국민학교 폐교 및 본교 통페합, 낙정분교장 편입
- 1994년 3월 1일 위중국민학교 분교장 격하 편입
- 1995년 3월 1일 낙정분교장 폐교 및 본교 통폐합
- 1996년 3월 1일 속암초등학교 개편, 문창분교장 폐교 및 본교 통폐합
- 2006년 3월 1일 위중분교장 폐교 및 본교 통폐합
- 2007년 3월 1일 단밀초등학교 개칭
- 2012년 2월 16일 제43회 졸업(7명 졸업, 총 졸업생 1,806명)
- 2014년 3월 1일 제17대 강호구 교장 부임
- 2015년 2월 13일 제46회 졸업(10명 졸업, 총 졸업생 1,821명)